# Ellery Burton Paine
Ellery Burton Paine auch in der Schreibvariante Ellery B. Paine (* 9. Oktober 1875 in Willington, Tolland County, Connecticut; † 28. Februar 1976 in Urbana, Champaign County, Illinois) war ein US-amerikanischer Elektrotechniker und Hochschullehrer.

## Leben

### Familie und Ausbildung
Der aus Willington im Bundesstaat Connecticut stammende Ellery Burton Paine, Sohn des Albert Aplin Paine (1835–1908) und dessen Ehegattin Ellen geborene Smith  (1848–1950), wandte sich nach seinem Pflichtschulabschluss dem Studium der Elektrotechnik am Worcester Polytechnic Institute zu, dort erwarb er 1897 den akademischen Grad eines Bachelor of Sciences, im Folgejahr jenen eines Master of Science. Ellery Burton Paige schloss das Studium im Jahre 1904 mit dem Erhalt des Electrical Engineering Degree ab.
Ellery Burton Paine heiratete am 6. Juni 1908 Mabel geborene Hyde (1877–1955). Aus dieser Verbindung entstammte die Tochter Sylvia Badieh (1909–2001). Der in der Pennsylvania Avenue in Urbana residierende Ellery Burton Paine verstarb Anfang 1976 im Alter von 100 Jahren.

### Beruflicher Werdegang
Ellery Burton Paine trat im Jahre 1898 seine erste Stelle als Assistent im Testing Department der General Electric Company in Schenectady im Bundesstaat New York an, 1899 verzog er als Elektroingenieur zur Lehigh Valley Coal Company nach Wilkes-Barre im Bundesstaat Pennsylvania. Im Jahre 1902 folgte Ellery Burton Paine dem Ruf der in DeLand im Bundesstaat Florida gelegenen Stetson University auf eine Professur of Electrical Engineering. 1904 übersiedelte Paine in derselben Funktion an das North Carolina College of Agriculture and Mechanic Arts nach Raleigh im Bundesstaat North Carolina. Im Jahre 1907 wechselte Ellery Burton Paine an die University of Illinois at Urbana-Champaign, dort wurde er zum Assistant Professor of Electrical Engineering bestellt. 1913 wurde dem zum Full Professor Beförderten in der Nachfolge von Professor Ernest Julius Berg die Leitung des Department of Electrical Engineering übertragen, im September 1944 erfolgte seine feierliche Verabschiedung in den Ruhestand.
Ellery Burton Paine hielt Mitgliedschaften im American Institute of Electrical Engineers, in der American Society for Engineering Education, der Western Society of Engineers, der Sigma Xi, der Tau Beta Pi sowie der Eta Kappa Nu inne.
Ellery Burton Paine, einer der führenden Elektrotechniker der USA seiner Zeit, zeichnete hauptverantwortlich für die Verpflichtung des nach der Oktoberrevolution in die Vereinigten Staaten ausgewanderten Tonfilmpioniers Józef Tykociński-Tykociner an das Department of Electrical Engineering der University of Illinois at Urbana-Champaign. Anlässlich der ersten öffentlichen Vorführung des Tonfilms im Jahre 1922 wurde Ellery Burton Paine zum Sprecher gewählt. „Nicht in der Lage die treffenden Wörter für diese Aufnahme zu finden, entschied ich mich Lincolns Gettysburg Address zu wiederholen“, erinnerte er sich später. Zu Ehren Paines installierte Norman R. Carson aus Seattle im Bundesstaat Washington den mit 2500 Dollar dotierten Ellery B. Paine Outstanding Junior Award, der jährlich an herausragende Studenten der University of Illinois at Urbana-Champaign verliehen wird.

## Schriften
- zusammen mit Hugh Alexander Brown, Joseph T. Tykociner, Utilities Research Commission (Chicago, Ill.): Investigation of cable ionization characteristics with discharge detection bridge ; a report of an investigation conducted by the Engineering Experiment Station, University of Illinois, in coöperation with the Utilities Research Commission, in: University of Illinois bulletin, v. 30, no. 50, University of Illinois, Urbana, 1933
- zusammen mit Joseph T. Tykociner, Hugh Alexander Brown, Utilities research commission, Inc.: Oscillations due to ionization in dielectrics and methods of their detection and measurement; a report of an investigation, in: Bulletin (University of Illinois (Urbana-Champaign campus). Engineering Experiment Station), no. 259., University of Illinois, Urbana, 1933
- zusammen mit Joseph T. Tykociner, Raymond Edward Tarpley: Oscillations due to corona discharges on wires subjected to alternating potentials, in: University of Illinois bulletin, v. 33, no. 3, University of Illinois, Urbana, 1935
- Papers, 1916-1967, Archivmaterial : Englisch